# Bolesław Świętorzecki
Bolesław Świętorzecki herbu Trąby (ur. 1831 w Bohuszewiczach (gubernia mińska), zm. 1888 w Wenecji) – polski działacz społeczny, jeden z przywódców powstania styczniowego w powiecie ihumeńskim, dowódca oddziałów powstańczych, polski działacz emigracyjny.

## Życiorys
Urodził się w 1831 roku w majątku Bohuszewice w powiecie ihumeńskim. Syn Czesława i Anny ze Świętorzeckich. Kształcił się w Wilnie i Petersburgu. Był właścicielem rodzinnej wsi i folwarku Bohuszewice. Ożenił się z Laurą Zawadzką.
Działał w ruchu patriotycznym i polskich organizacjach konspiracyjnych w Mińsku i guberni mińskiej. Cały czas był pod obserwacją tajnej policji. W 1863 roku objął dowództwo powstania styczniowego w powiecie ihumeńskim. Uczestniczył w wielu potyczkach z Armią Imperium Rosyjskiego, między innymi pod Łozą, Marcyanówką i Łoczynem. Sprawnie organizował ataki i zasadzki na rosyjskie oddziały. Wśród miejscowej ludności zyskał przydomek „czarodzieja”. Gubernator wyznaczył nagrodę dziesięć tysięcy rubli w srebrze za głowę Świętorzeckiego. Majątek Bohuszewice skonfiskowano i zaorano, a na zgliszczach majątku powieszono powstańców. Świętorzecki ukrywał się w lasach, a później w podziemiach katedry mińskiej. Wyjechał do Paryża. Działał w polskich organizacjach emigracyjnych we Francji. Ukończył szkołę wojskową w Saint-Cyr. Brał udział w wojnie francusko-pruskiej. Był porucznikiem w legii cudzoziemskiej i komendantem w Algierze. Odebrał sobie życie w 1888 w Wenecji.